# The Wurzels
The Wurzels je britská hudební skupina, kterou založil v roce 1966 v Somersetu Adge Cutler (1931-1974). Její nahrávky spojují folklorní zvuk s parodiemi populárních hitů.
Název skupiny je odvozen od výrazu mangelwurzel, označujícího krmnou řepu. Jejich písně pojednávají o životě zemědělců, vytvářejí vlastní styl zvaný Scrumpy and Western, pro který je charakteristické využití akordeonu a výrazného západoanglického nářečí. Největšími hity byly The Combine Harvester (podle písně Melanie Brand New Key), I Am A Cider Drinker (na melodii Una Paloma Blanca) a hymna fotbalového klubu Bristol City FC. The Wurzels často vystupují v televizních estrádách, svým postavením na hudební scéně připomínají soubory jako Banjo Band Ivana Mládka, Senzus nebo Velkopopovická kozlovka.